# 普魯斯科夫
普魯斯科夫（波蘭語：Pruszków）是位於波蘭中部馬佐夫舍省的城市，人口約6.5萬。在1975年至1998年期間，屬華沙省。普魯斯科夫的地理位置靠近華沙市區，人口增長十分明顯。二戰期間這裡也曾發生過戰爭。許多企業都在普魯斯科夫設有工廠。

## 外部連結
- （波兰語） Alleycat races in Pruszków （页面存档备份，存于）
- （波兰語） Soccer in Pruszków （页面存档备份，存于）
- （英文） Museum of Ancient Mazovian Metallurgy